# Epicrates
Epicrates är ett släkte av ormar som ingår i familjen boaormar.
Arterna förekommer i Västindien och i Sydamerika (bara regnbågsboa). De större har ofta en längd av 2 till 4 meter och jagar främst varmblodiga djur som fåglar, gnagare och fladdermöss. De mindre arterna som blir ungefär 1 meter lång äter huvudsakligen ödlor och groddjur. Några arter lever endemisk på sina öar och är därför hotade i beståndet.

## Taxonomi
Arter enligt Catalogue of Life:
- Epicrates angulifer
- Regnbågsboa (Epicrates cenchria)
- Epicrates chrysogaster
- Epicrates exsul
- Epicrates fordii
- Epicrates gracilis
- Epicrates inornatus
- Epicrates maurus
- Epicrates monensis
- Epicrates striatus
- Epicrates subflavus

Enligt The Reptile Database utgörs släktet bara av 5 arter. De andra flyttades till släktet Chilabothrus.